# Grace Dieu (1418)
Grace Dieu («Ґрайс Дю»; з фр. — «Ласка Божа») — велика двощоглова карака (англ. Great Ship), найбільший англійський корабель Генріха V й, можливо, у Європі.

## Історія
Караку вартістю 3000 фунтів замовив 1416 Генріх V для посилення флоту в ході Столітньої війни. Вона призначалась для боротьби з союзними Франції кораблями Генуї. Її збудував корабел Вільям Сопер впродовж 1418—1420 рр. у корабельні в Town Quay (сьогодні Саутгемптон, англ. Southampton). Це був останній великий корабель з клінкерною обшивкою корпусу.
В 1420 карака під командуванням Вільяма Пейна підплила до Саутгемптона. Екіпаж збунтувався і «Grace Dieu» поставили на якір. У січні 1430 караку відвідав капітан торгової галери Лука Албіззі, який залишив її опис на основі розмови з Вільямом Сопером. Карака без щогл деякий час стояла у сухому доку. У ніч з 6 на 7 січня 1439 на якірній стоянці на ріці Гамбл полишена без догляду карака згоріла від удару блискавки.

## Спадщина
Залишки караки віднайшли 1874 року і поставили 5 лютого 1974 під охорону (англ. Protection of Wrecks Act 1973) як пам'ятку підводної археології. Караку дослідили 2004 археологи під час передачі ТБ «Команда часу» Тоні Робінсона.
Майже через століття після спуску «Grace Dieu», в 1514 році англійський король Генріх VIII спустить на воду новий флагманський корабель — чотирищоглову 2.000 тонну караку «Henry Grace à Dieu».